# ادی کیم
کیم جونگ هوان (کره‌ای: 김정환; زادهٔ ۲۳ نوامبر ۱۹۹۰), که به‌طور حرفه‌ای با نام ادی کیم (کره‌ای: 에디 킴) شناخته می‌شود، خواننده، ترانه‌پرداز و گیتاریست اهل کره جنوبی است. او به خاطر حضور به عنوان شرکت کننده در برنامه خوانندگی سوپراستار کی ۴ در سال ۲۰۱۲ به شهرت رسید. او نخستین آلبوم چندآهنگه خود را به نام The Manual در ۲۰۱۴ منتشر کرد.